# Megachile punctolineata
Megachile punctolineata là một loài Hymenoptera trong họ Megachilidae. Loài này được Cockerell mô tả khoa học năm 1934.